# Кітраль Тарас Іванович
Тарас Іванович Кітраль (нар. 16 серпня 1985, м. Долина, Івано-Франківська область) — старший солдат Збройних сил України, кавалер ордена «За мужність» III ступеня.

## Нагороди
2 серпня 2014 року — за особисту мужність і героїзм, виявлені у захисті державного суверенітету та територіальної цілісності України, вірність військовій присязі під час російсько-української війни, відзначений — нагороджений орденом «За мужність» III ступеня.